# Waru Timur
Waru Timur is een bestuurslaag in het regentschap Pamekasan van de provincie Oost-Java, Indonesië. Waru Timur telt 8056 inwoners (volkstelling 2010).